# 飯田大火

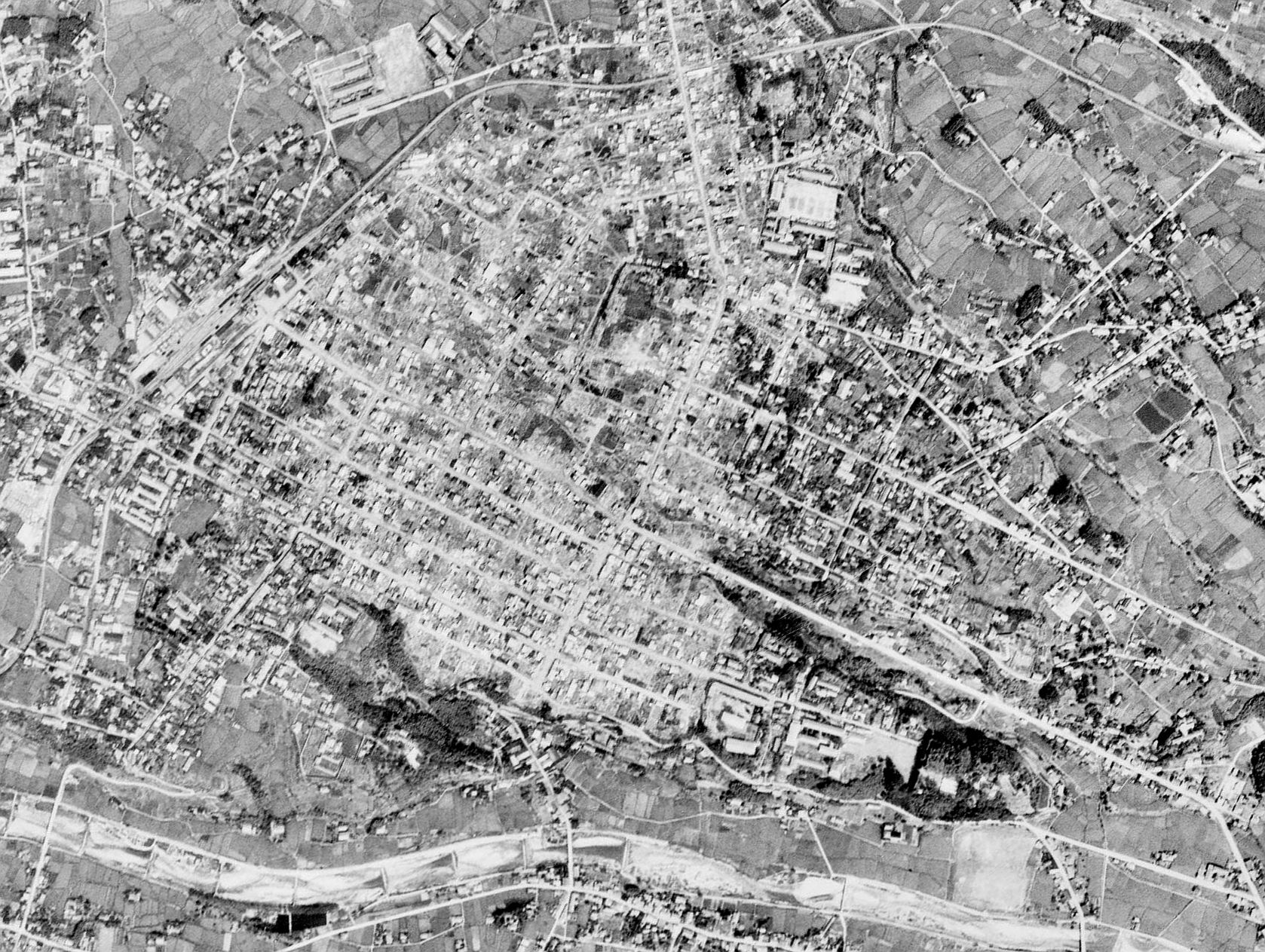
飯田大火から5か月後の飯田市中心市街地。
写真の下部を左右に流れる川が松川で、写真の右先の方に松川が天竜川へと合流する地点がある。（1947年9月22日撮影）

飯田大火（いいだたいか）とは、1947年（昭和22年）4月20日に長野県飯田市で発生した大火。
焼損棟数は3,742棟、焼損面積は48万1985m2。焼損面積の観点では戦後日本最大の市街地大火である。

## 経過

### 大火の背景
城下町として発展してきた飯田市は、京都の町割に倣って作られ、細かい格子状に長屋作りの建物が整然と配列されていた。しかし、その道路幅は狭く、また木造建築物が非常に密集しており、過去に何度も火災の被害に遭ってきた。なお、飯田大火の前年の1946年（昭和21年）にも、負傷者4人、焼損棟数198、焼損面積3万3500 m2の被害を出した火災が起きていた。

### 出火と延焼
1947年（昭和22年）4月20日午前11時48分頃に出火した。火元は扇町付近の八十二銀行裏手の民家であり、折りからの乾燥状態と風速4 mの風によって延焼していった。パニックに陥った市民はそれと同時に、火災現場から遠い近いに関わらず一斉に消火栓を開いたため、水圧が低下し、警防団（消防団）による初期消火の失敗につながった。午後になると風速が15 mに達し、延焼範囲は拡大していった。もはや、この頃には消防も手を付けられず、結局約10時間延焼し続けた。

## 被害
焼損面積は48万1985 m2に達し、中心市街地の約7割が焼失した。死者・行方不明者3名を出し、罹災戸数は4,010戸、罹災人員は17,778人に及んだ。
被害拡大要因として、気候条件の悪化、木造建築物の密集、消防設備の不備、初期消火の失敗、土蔵の手入れの不備で充分な延焼遮断効果を発揮できなかったこと、市民の防火意識の欠如、太平洋戦争後初の参議院選挙日で留守宅が多かった事などが挙げられた。防災研究者の亀井幸次郎は、八十二銀行のコンクリート製建造物がバリケードになって、火の手が東西に二分したことを延焼拡大の要因として挙げている。
一方で、辛うじて焼失を免れた仲ノ町区域には、2017年現在も、大火前の建物が残されている。

### 戦後の日本における主要な大火
| 1947年04月20日 飯田大火（長野県飯田市） | 48.2万m2 |
| 1952年04月17日 鳥取大火（鳥取県鳥取市） | 44.9万m2 |
| 1954年09月26日 岩内大火（北海道岩内町） | 32.1万m2 |
| 1955年10月01日 新潟大火（新潟県新潟市） | 21.4万m2 |
| 1949年02月20日 能代大火（秋田県能代市） | 21.0万m2 |
| 1956年09月10日 魚津大火（富山県魚津市） | 17.6万m2 |
| 1956年08月18日 大館大火（秋田県大館市） | 15.7万m2 |
| 1976年10月29日 酒田大火（山形県酒田市） | 15.2万m2 |
| 1950年04月13日 熱海大火（静岡県熱海市） | 14.2万m2 |
| 1946年05月08日 村松大火（新潟県村松町） | 13.5万m2 |

## 復興

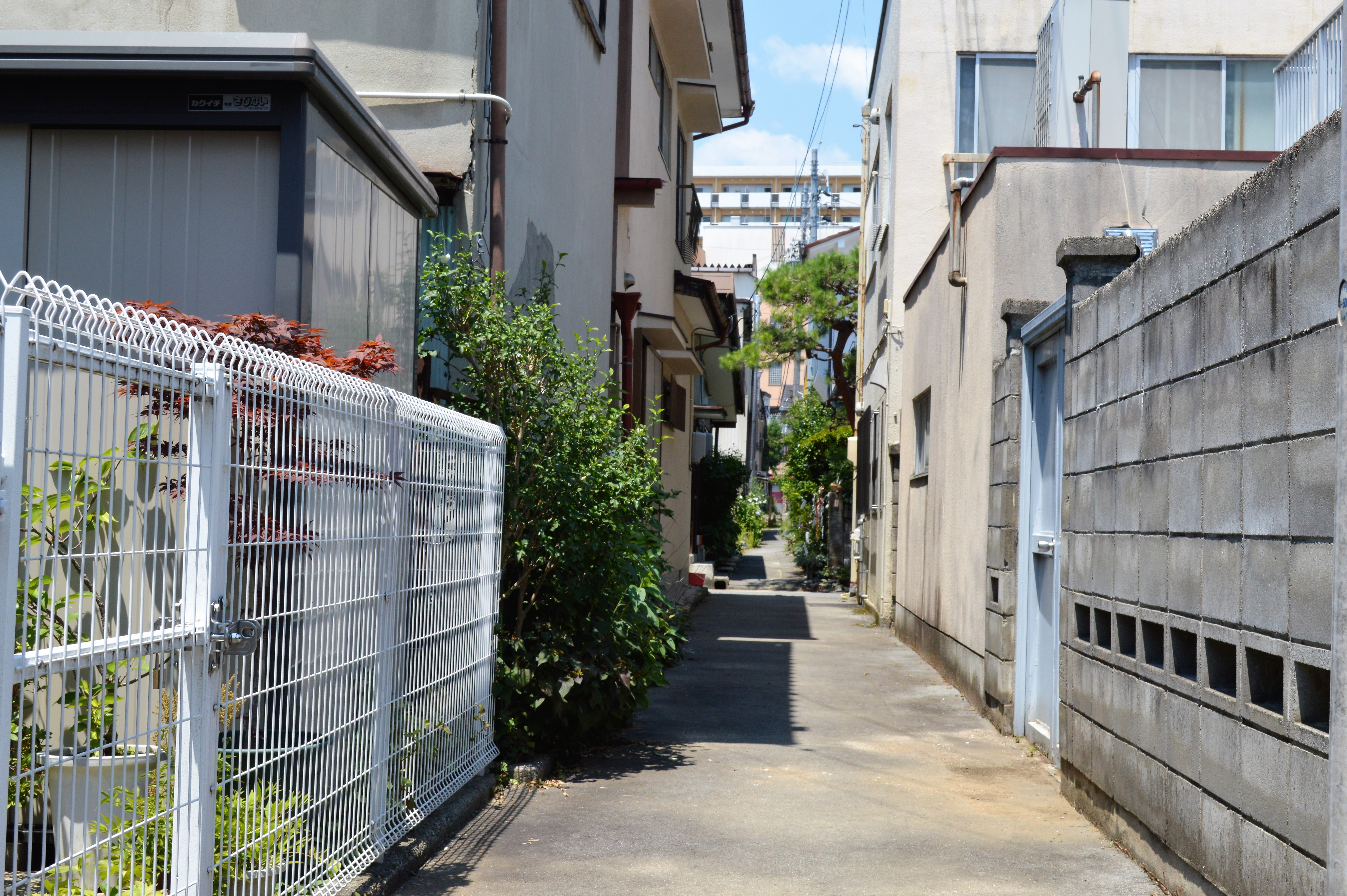
路地である裏界線

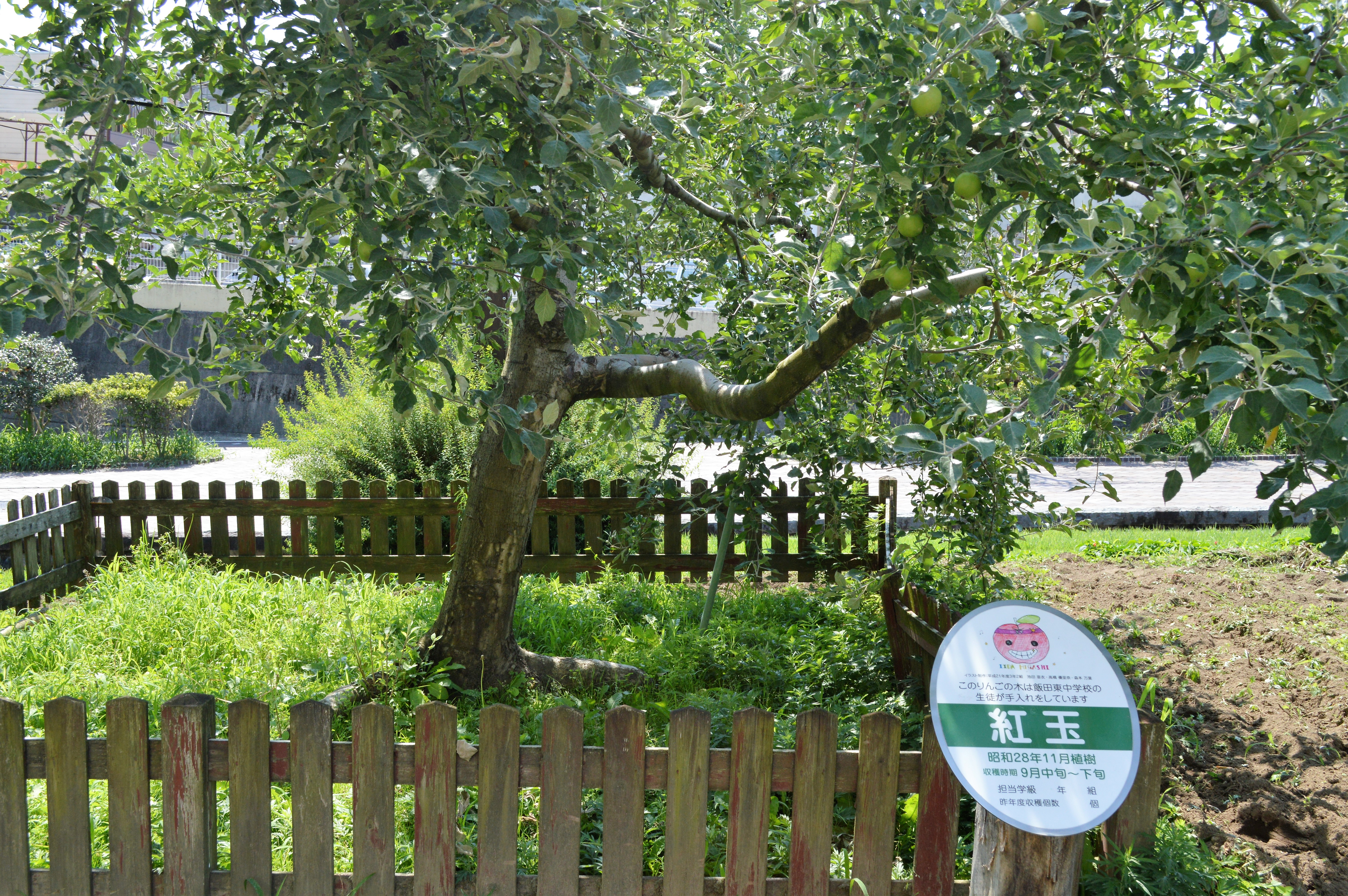
復興の象徴である飯田りんご並木

### 裏界線
飯田大火の翌年の1948年（昭和23年）より、本格的な火災からの復興が始まった。町全体の区画は完了したものの、大火の際の避難路及び消防活動の通路が無く、非常に苦労した等の反省が残った。そこで、各戸の裏側に避難用等の通路を設置することが決まり、市民の協力により幅員2メートルの路地「裏界線」が作られた。

### 飯田りんご並木
さらに、市中心街に2本の防火帯の役割を果たす幅員の充分な道路を街の中心で交差させ、町を4分割するように整備した。これにより、万が一の大火災時には、火災発生元の4分の1の町の焼失で喰い止め、それ以上の延焼を防げるようにした。1953年（昭和28年）から、この防火帯道路の緑地帯には地元中学生によってりんごの木の植樹が開始され、飯田りんご並木として復興のシンボルとなった。1992年（平成4年）に飯田市の中心駅である飯田駅が改装された際、駅舎のデザインにもりんごが活かされた。

### 区画整理事業
一方で、区画整理事業によって荒町が中央通りに改名されたなど、旧城下町地域の地名の多くが公的に消滅し、松尾町のように地名が残った地区も空間区分が変更された。